# 포타로시파루니주

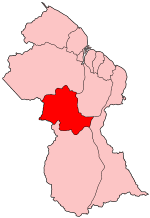
포타로시파루니주의 위치

포타로시파루니주(영어: Potaro-Siparuni)는 가이아나 서부에 있는 주로 주도는 마디아이며 면적은 20,051km2, 인구는 10,190명(2012년 기준), 인구 밀도는 0.51명/km2이다. 북쪽으로는 쿠유니마자루니주, 동쪽으로는 어퍼데메라라버비스주와 이스트버비스코렌타인주, 남쪽으로는 어퍼타쿠투어퍼에세키보주와 접하며 서쪽으로는 브라질과 국경을 접한다.